# Рощинское (озеро, Лодейнопольский район)
Рощинское — озеро на территории Янегского сельского поселения Лодейнопольского района Ленинградской области.

## Общие сведения
Площадь озера — 0,6 км². Располагается на высоте 17,5 метра над уровнем моря.
Форма озера лопастная, продолговатая: вытянуто с северо-запада на юго-восток. Берега каменисто-песчаные.
Протокой соединяется с озером Большой Кукас, из которого вытекает ручей Кукас, втекающий в реку Инему, впадающую в реку Мегрега (приток Олонки).
На берегу озера располагается деревня Старая Слобода, к которой подходит дорога местного значения 41К-241 («Свирское — Горка»).
Код объекта в государственном водном реестре — 01040300211102000014909.
Согласно церковному преданию, в 1507 году на берегу озера святой преподобный Александр Свирский лицезрел Пресвятую Троицу. У озера расположен основанный преподобным Свято-Троицкий
Александро-Свирский монастырь.